# Höflein an der Hohen Wand
Höflein an der Hohen Wand é um município da Áustria localizado no distrito de Neunkirchen, no estado de Baixa Áustria.